# Gary Richter
Gary Richter – amerykański lekarz weterynarii i autor książek o zdrowiu zwierząt. Zajmuje się przede wszystkim leczeniem psów i kotów. Do leczenia zwierząt podchodzi w holistyczny sposób. W 2007 i 2008 doktor Richter oraz jego zespół z Montclair Veterinary Hospital otrzymali nagrodę Best Veterinarian in the East Bay przyznaną przez Oakland Magazine, East Bay Express oraz Kron 4 TV. W 2015 Amerykańska Fundacja Medycyny Weterynaryjnej przyznała mu tytuł Ulubionego Weterynarza Ameryki. 
Jego książka, Księga zdrowia psa i kota. Zintegrowana opieka i żywienie zdobyła pozytywną opinię miesięcznika Pies rasowy. Ponadto stała się bestsellerem na portalu Amazon.

## Publikacje
- Nutrition for Dogs & Cats: The Foundation of a Long and Happy Life, wyd. Hay House Inc, ISBN 1-4019-5027-2[6]
- Księga zdrowia psa i kota. Zintegrowana opieka i żywienie (ang. The Ultimate Pet Health Guide), wyd. Galaktyka, ISBN 978-83-7579-671-1